# 颱風戴娜 (1967年)
颱風戴娜（英語：Typhoon Dinah）是1967年太平洋台风季中的其中一個热带气旋，風暴於10月17日在马里亚纳群岛南方附近海域形成，在10月28日消散，維持了約11日。戴娜登陸日本愛知縣渥美半島後，先後影響中部地方、關東地方及東北地方，亦創下當時年內最遲登陸日本之紀錄，並保持著直到1990年颱風比芝為止，至今仍是日本唯一年內颱風編號超過30而又在日本登陸者。

## 氣象歷史
戴娜在10月17日马里亚纳群岛南方附近海域形成，之後在菲律賓海呈逆時針型行走，再轉向西北移動兼持續增強，24日左右達到巔峰，氣壓低至950百帕。那時候日本周圍被大型的高氣壓盤踞著，預報推測戴娜將向東北移動並橫過日本以南海域。不過戴娜卻依然西進，並在琉球群島南方海面，向西北偏西移動，至宮古島東南方海面時停滯下來，一反氣象部門的預報推測。戴娜在27日突然再次開始移動，又轉為朝東北指向日本本州南紀地區，到翌日3時30分登陸愛知縣渥美半島伊良湖岬。雖然戴娜同日轉化為溫帶氣旋，但同時保持強度及繼續發展，使到日本全國各地天氣變得惡劣。
戴娜是日本自1951年統計數據開始以來，年內最遲登陸日本之颱風，直到1990年11月颱風比芝登陸和歌山縣白濱町為止，到目前都是統計史上第二名，但戴娜卻仍是日本唯一年內颱風編號超過30而又在日本登陸之颱風。

## 影響

### 臺灣
當地發布之颱風警報：海上陸上颱風警報
交通部中央氣象局在臺灣時間10月24日晚上為此發佈海上颱風警報，翌日下午再發佈陸上颱風警報，到26日下午同時解除陸上和海上警報，期間沒有災情報告。據當時颱風警報單顯示，戴娜當時在臺灣以東海面向西緩慢移動，甚至近似停滯，而臺灣各地同時受高氣壓影響，東北季候風一度增強。外海蘭嶼氣象站錄得最大持續風力每秒29.2米，北投鞍部氣象站則錄得最大總雨量278.6毫米。

### 日本
此次風災造成37人罹難、10人失蹤、41人傷，另造成房屋損壞2,959棟、浸水26,842棟，2,481公頃耕地及181隻船舶受損。位於三重縣熊野市大泊的國道42號修路現場在當時發生暴洪，使那邊有30人被該現象引發的泥石流沖走，造成大量人員傷亡。風暴亦同時引發大量降雪，在長野縣與群馬縣縣境之間的秩父地區一帶，積雪曾一度達到50厘米。而德島縣東部的期間總雨量為200至250毫米，小松島市小松島港受到風暴引發的暴雨影響，不少臨時性繫泊物被沖走，所養殖的海藻也遭到嚴重破壞。
| 排名 | 熱帶氣旋 | 名稱（英文） | 登陸時間（UTC+8）       | 登陸地點                   |
| ---- | -------- | ------------ | ----------------------- | -------------------------- |
| 1    | 比芝     | Page         | 1990年11月30日 13時     | 和歌山縣西牟婁郡白濱町以南 |
| 2    | 黛娜     | Dinah        | 1967年10月28日 2時30分  | 愛知縣南部                 |
| 3    | 蘭恩     | Lan          | 2017年10月23日 2時      | 靜岡縣掛川市附近           |
| 4    | 蠍虎     | Tokage       | 2004年10月20日 12時     | 高知縣土佐清水市附近       |
| 5    | 奧蓓     | Opal         | 1955年10月20日 11時     | 和歌山縣田邊市附近         |
| 6    | 泰培     | Tip          | 1979年10月19日 8時30分  | 和歌山縣西牟婁郡白濱町附近 |
| 7    | 謝柏     | Zeb          | 1998年10月17日 15時30分 | 鹿兒島縣枕崎市附近         |
| 8    | 凱利     | Kelly        | 1987年10月16日 23時     | 高知縣室戶市附近           |
| 9    | 露芙     | Ruth         | 1951年10月14日 18時     | 鹿兒島縣市來串木野市附近   |
| 10   | 黃蜂     | Vongfong     | 2014年10月13日 7時30分  | 鹿兒島縣枕崎市附近         |

## 參閱
- 1967年太平洋颱風季
- 颱風比芝 (1990年)：年內最遲登陸日本的熱帶氣旋第一名
- 颱風蘭恩 (2017年)：年內最遲登陸日本的熱帶氣旋第三名

## 外部連結
- 數碼颱風：颱風196734號 (DINAH) （页面存档备份，存于）